# Statesville (Tennessee)
Pour les articles homonymes, voir Statesville.
Statesville est une communauté non incorporée du comté de Wilson dans le Tennessee.
Elle a été le lieu d'une courte bataille en 1863.

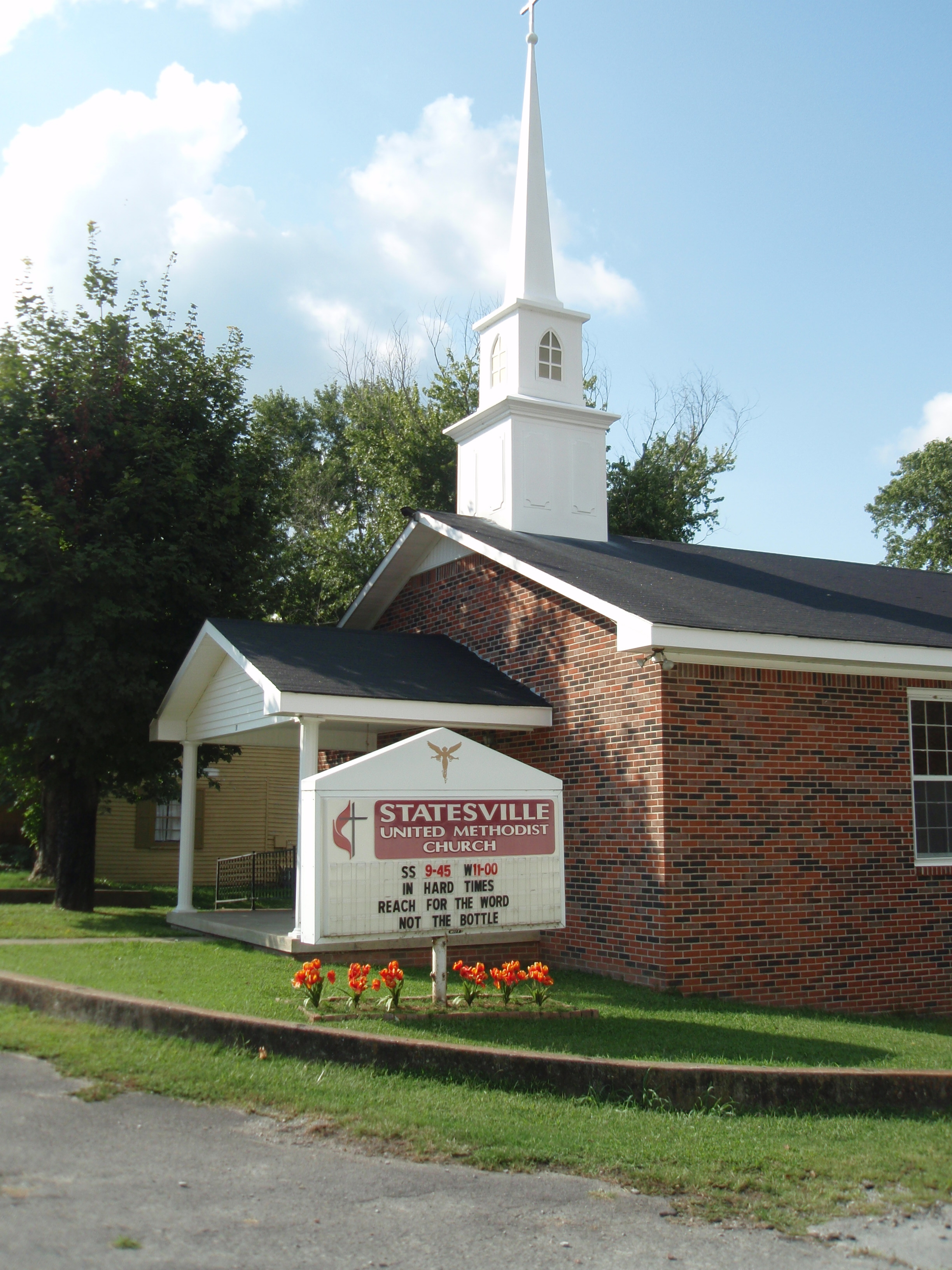
Église méthodiste de Statesville (Tennessee)